# Theodor Plievier

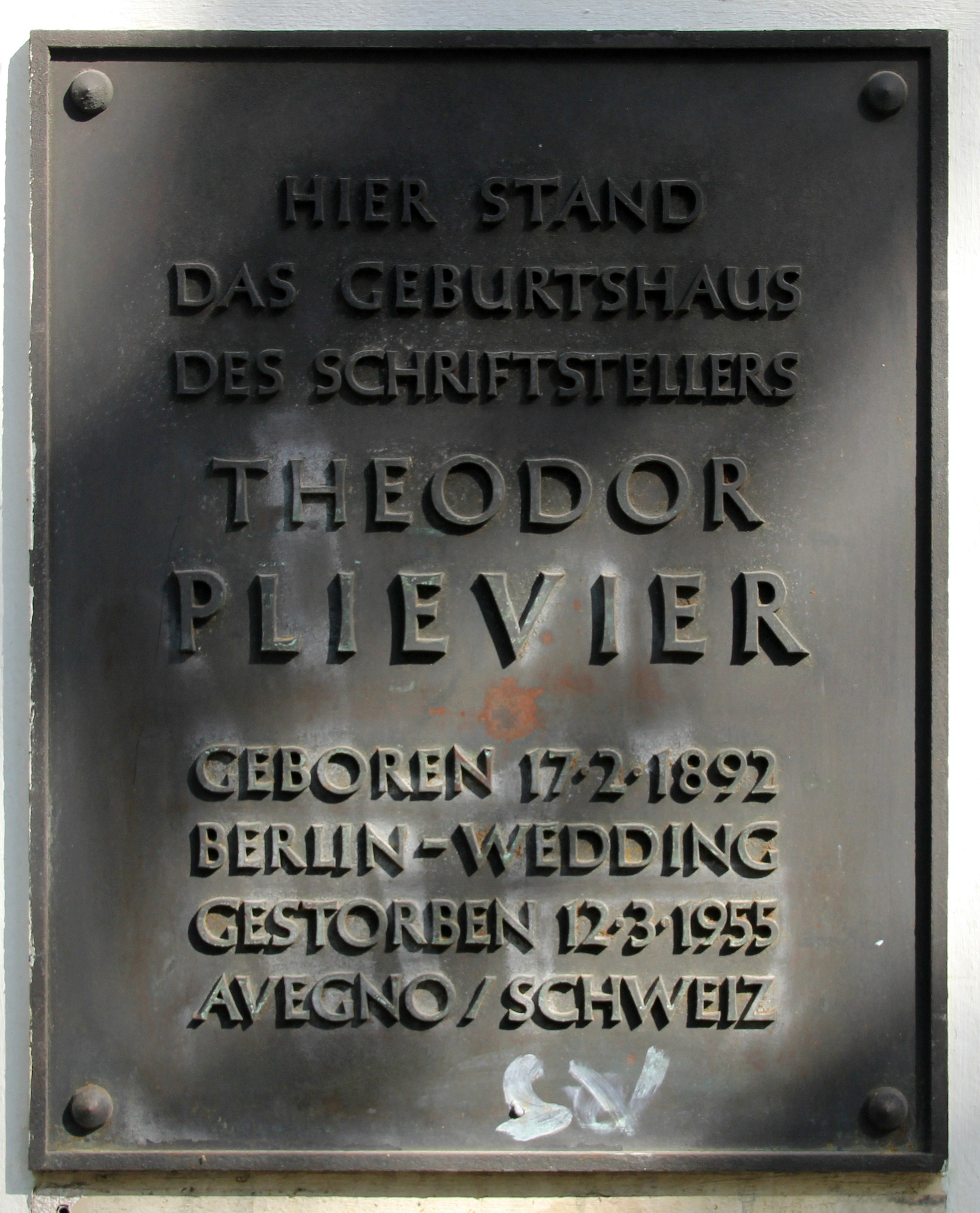

Theodor Plievier, fino al 1933 Plivier (Berlino, 17 febbraio 1892 – Avegno, 12 marzo 1955), è stato uno scrittore tedesco.

## Biografia
Prese parte alla prima guerra mondiale a bordo dell'SMS Wolf; successivamente aderì a idee comuniste e si oppose apertamente al nazionalsocialismo.
Dopo la presa di potere di Adolf Hitler, Plievier fuggì in Russia, tornando a stabilirsi nel 1945 nella neonata DDR. "Nel 1948 ruppe pubblicamente con il comunismo" (cit. in Victor Klemperer, "La lingua del Terzo Reich", a pag. 363, ed. Giuntina, 1998)   Le sue opere più celebri sono Stalingrad (1945) e Berlin (1954), nelle quali propugna il pacifismo ed esecra la megalomania di Hitler.